# Dick Noel (zanger)
Richard "Dick" Noel (New York, 30 mei 1927 – Rancho Bernardo, 20 oktober 2017) was een Amerikaanse zanger, die vooral bekend werd als zanger in het late swingtijdperk. Later werd hij bekend als King of the Jingles.

## Biografie
Noel werd geboren in het New Yorkse stadsdeel Brooklyn. Hij werd na zijn diensttijd zanger bij Ray Anthony and His Orchestra, hij zong hier op hits als Dreamer’s Holiday, Sitting By the Window (1949, verschenen onder de naam Dick Noel and The Skyliners) en Count Every Star. Zijn zang leek op de zang van zijn voorbeelden Billy Eckstine en Herb Jeffries. In de jaren erna nam hij onder eigen naam op voor Decca (From This Moment On/Hot Dog! That Made Him Mad) en Columbia Records. Later richtte hij een eigen platenlabel op, Fraternity Records, waarop hij songs als These Are The Things We’ll Share (1955) uitbracht. Hij had hits met bijvoorbeeld een versie van Cathy Carrs Ivory Tower en Jimmy Dorsey's So Rare.
In de jaren 50 en 60 presenteerde Noel verschillende radioprogramma's, tevens trad hij als zanger regelmatig op in The Ruth Lyons Show (in Cincinnati) en in Don McNeills Breakfast Club (in Chicago). In 1962 trad hij in Arthur Godfreys' show Talent Scouts op CBS voor het eerst op tv op. Hierna was hij regelmatig te gast in de Tennessee Ernie Ford Show op ABC (tot 1965). Na zijn terugkeer naar Chicago werkte hij overwegend mee aan landelijk uitgezonden tv- en radiospotjes, o.m. voor United Airlines en McDonald's. In 1978 kwam hij met het album A Time for Love, opgenomen met pianist Larry Novak. Hierop zong Noel ballades zoals Send in the Clowns, Ballad of the Sad Young Men en Here’s That Rainy Day. Eind jaren 80 vestigde Noel zich in de omgeving van San Diego.
Dick Noel overleed in 2017 op 90-jarige leeftijd.